# Bevo Mill (Saint-Louis)
Bevo Mill est un quartier situé dans le sud de Saint-Louis, dans le Missouri.

## Population
Le secteur de Bevo Mill est directement à l'ouest du quartier de Dutchtown qui fut un le centre de la colonisation allemande de masse à Saint-Louis dans le milieu des années 1800.
La population du quartier déclina dans les années 90, mais à la suite de la guerre de Bosnie-Herzégovine en Europe qui poussa les gens à partir de leur domicile, beaucoup emménagèrent à Bevo Mill. Beaucoup de personnes on échappées la dangereuse situation politique de la Bosnie et de la Croatie, et aujourd'hui, une grande partie du quartier de Bevo Mill est peuplé d'immigrants, en particulier par des Croato-Américains et des Bosniaco-Américains. Saint-Louis regroupe aujourd'hui la plus grande population bosniaque par habitant hors de l'Europe. Environ 70 000 bosniaques vivent dans l'aire du métro de Saint-Louis. La croissance de la population immigrée à Saint-Louis a contribué à stopper le déclin de la population de la ville. De nombreux bosniaques ont revitalisé la ville et son économie à travers l'achat de maisons à South St. Louis et l'ouverture de nouvelles entreprises et magasins. Certains commerces de Bevo Mill sont des boulangeries, des cafés, des tavernes, des discothèques, des restaurants, des épiceries et boucheries. Ils ont également contribué à transformer le quartier emplit de criminalité en un centre riche de culture et d'activité.

## Problème au Bevo Mill restaurant
Le 20 Mars 2009, le journal Business Week a écrit que le Bevo Mill restaurant avait fermé ses portes. Le site à l'époque disait que le restaurant serait en construction et le 29 Mars 2009, le site web a déclaré qu'il serait suspendu. C'était en mi-2008, que la société Anheuser-Busch s'est fusionné avec la société  Belgo-Brésilienne InBev, formant Anheuser-Busch InBev et, éventuellement, réduisant leur implication avec des propriétés locales, telles que le Bevo Mill restaurant.
Le restaurant rouvre pour le brunch le dimanche sous une nouvelle direction.

## Démographie
En 2010 la population de Bevo Mill était 74,2 % blanche, 3,8 % noire, 0,4 % amérindiene, 7,5% hispanique et Latino-Américaine, 4,6 % asiatique et 7 % d'autres origines.